# ألعاب أمريكا الوسطى والكاريبي 1926
ألعاب أمريكا الوسطى والكاريبي 1926 هي النسخة الأولى من ألعاب أمريكا الوسطى والكاريبي. أقيمت في مدينة مكسيكو. شارك فيها 269 رياضيا من ثلاث دول هي المكسيك، كوبا وغواتيمالا. تصدرت المكسيك جدول الميداليات برصيد 57 ميدالية منها 25 ذهبية.

## الرياضات
تم التنافس في الرياضات التالية:
- كرة القاعدة
- كرة السلة
- غطس
- مبارزة سيف الشيش
- إطلاق النار
- كرة المضرب
- كرة طائرة

## جدول الميداليات
| الترتيب  | البلد     | الأول | الثاني | الثالث | الإجمالي |
| -------- | --------- | ----- | ------ | ------ | -------- |
| 1        | المكسيك   | 25    | 24     | 18     | 67       |
| 2        | كوبا      | 14    | 15     | 15     | 44       |
| 3        | غواتيمالا | 0     | 0      | 3      | 3        |
| الإجمالي | الإجمالي  | 39    | 39     | 36     | 114      |